# Diaspora (Soziales Netzwerk)
Diaspora (auch Diaspora*, wobei der Stern eine Pusteblume symbolisieren soll) ist eine freie Software zur Bildung des gleichnamigen sozialen Netzwerks, dessen Pods (dezentrale Knoten) Stand November 2023 knapp 746.000 registrierte Nutzer aufweisen. Anders als zentralisierte soziale Netzwerke (wie Facebook) ist Diaspora als verteiltes soziales Netzwerk angelegt.

## Leistungsumfang
Diaspora ist in der Programmiersprache Ruby programmiert. Das Projekt zielt darauf ab, den gleichen Leistungsumfang zu bieten wie Facebook: schwarze Bretter für die zeitversetzte und ein Chat-Fenster für die Echtzeit-Kommunikation sowie Schnittstellen für von Dritten programmierte Anwendungen (Plug-Ins). Anders als bei Facebook jedoch sorgt die dezentrale Struktur dafür, dass der Anwender seine Daten auf persönlichen Servern (pods) ablegt und damit die Kontrolle über sie behält. Wer keinen eigenen Pod auf dem eigenen Server betreiben möchte, kann ein Konto auf einem der öffentlichen Pods eröffnen, die von anderen Benutzern zu diesem Zweck betrieben werden.
Da es sich um ein dezentrales Netzwerk handelt, gibt es keine einheitliche URL, unter der die Benutzer erreichbar sind. Andere Nutzer findet man über die Suchfunktion, die pod-übergreifende Ergebnisse liefert. Es gibt bei Diaspora auch keine globalen Benutzernamen wie bei zentralen Webangeboten, sondern (wie bei E-Mail-Adressen oder Jabber-IDs) zusammengesetzte Benutzernamen, welche die Pod-Adresse enthalten, also beispielsweise: example@pod-name.tld.

## Geschichte

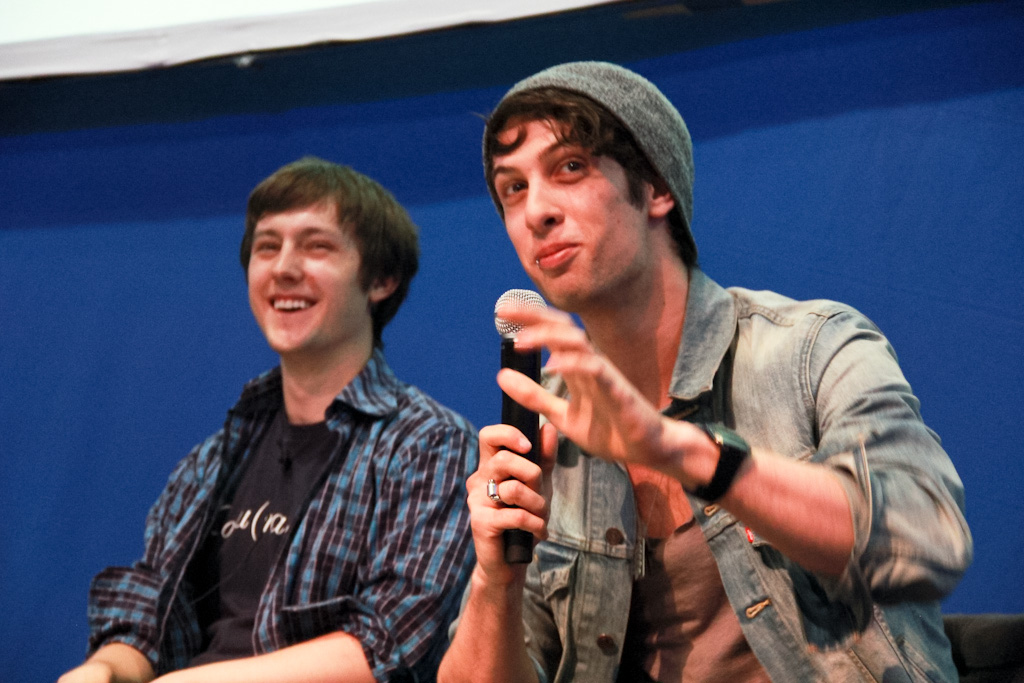
Zhitomirskiy und Grippi im Juli 2011 auf dem Festival Campus Party in Mexiko-Stadt

Das Projekt geht auf vier Mathematikstudenten der New York University zurück: Daniel Grippi, Maxwell Salzberg, Raphael Sofaer und Ilya Zhitomirskiy (1989–2011). Es war im April 2010 auf der Crowdfunding-Plattform Kickstarter angekündigt worden und erzielte sein Finanzierungsziel von 10.000 US-Dollar innerhalb von 12 Tagen. In den darauffolgenden Wochen wurden insgesamt 200.642 Dollar von 6479 Unterstützern eingenommen. Damit wurde Diaspora zum bis dahin erfolgreichsten Kickstarter-Projekt. Ein Unterstützer war nach eigenen Angaben der Gründer und Firmenchef von Facebook, Mark Zuckerberg, der Diaspora eine „coole Idee“ nannte. Den Anstoß zur Gründung des Diaspora-Projekts hatte eine Rede gegeben, die Eben Moglen von der Columbia Law School am 5. Februar 2010 vor der Internet Society gehalten hatte. Moglen beschrieb darin unter dem Titel Freedom in the Cloud, wie zentralisierte soziale Netzwerke ihre Nutzer ausspähen.
Mit einem Startkapital von 200.000 US-Dollar entwickelten die Studenten einen Prototyp und veröffentlichten ihn am 23. November 2010 als Alpha-Version. Der Quellcode der Software sollte ursprünglich am 15. September 2010 veröffentlicht werden. Der erste Release verzögerte sich zunächst auf Oktober 2010. Eine Alpha-Version des sozialen Netzwerkes wurde schließlich am 24. November 2010 veröffentlicht. Einladungen werden seit dem 23. November 2010 über die Mailingliste des Projekts verschickt. Die Zulassung von neuen Einladungen auf dem joindiaspora.com-Pod wurde am 27. November 2010 zunächst wieder eingestellt. Ein Hinweis dazu findet sich in einem aktualisierten Blogeintrag. Seit Anfang Januar 2011 stehen eine Reihe von Pods zum Testen von Diaspora öffentlich zur Verfügung. Seit September 2011 ist es wieder möglich, neue Einladungen zu erhalten. Mitte November 2011 wurde eine neue Version mit erweitertem Funktionsumfang, die „Hashtag-Follow-Funktion, Direkt-Nachrichten, Like-Buttons für Status-Updates und ein Benachrichtigungs-System“ umfassen, veröffentlicht.
Seit September 2011 wird das Projekt von der Diaspora Foundation getragen, die im darauffolgenden Monat eine große Spendenkampagne startete. Kurz darauf wurde bekannt, dass die Firma PayPal, über die der Spendentransfer getätigt werden konnte, das Konto des Projekts einfror, nachdem innerhalb weniger Tage 45.000 US-Dollar an Spenden eingegangen waren. Eine genaue Erklärung wurde nicht abgegeben, doch wurden seitens des US-Konzerns weitere Dokumente eingefordert. Nach massiven Protesten der Diaspora-Unterstützer wurde das Konto kurz darauf wieder freigegeben. Am 12. November 2011 verstarb Ilya Zhitomirskiy, einer der Mitbegründer des Projekts, im Alter von 22 Jahren kurz vor dem Zeitpunkt, zu dem der Start der öffentlichen Beta-Phase des sozialen Netzwerks vorgesehen war.
Die meisten Nutzer des Netzwerks stammen aus den USA, gefolgt von Deutschland. Es sind hauptsächlich „technisch interessierte“ Mitglieder, daneben Kreative sowie Anhänger der Occupy-Bewegung und der Piratenpartei.
Im Mai 2012 wurde bekannt, dass Diaspora von nun an im Rahmen des Startup-Programms Y Combinator weiter entwickelt werde. Daraus entstand die Besorgnis, das Projekt könne kommerzialisiert werden, so dass es seinen derzeitigen freien Charakter verliere und dadurch gegebenenfalls für seine derzeitigen Nutzer an Attraktivität einbüße. Ende August 2012 gaben die Entwickler bekannt, dass Diaspora zu einem Community-Projekt wird. Diskussionen und Entscheidungen zur Entwicklung von Diaspora fanden bis März 2017 auf der Plattform Loomio, seither auf einer eigenen Discourse-Instanz statt. Alle früheren Diskussionen auf Loomio wurden nach Discourse importiert. Auch die bis dahin bestehenden Mailinglisten wurden durch entsprechende Kategorien in Discourse ersetzt.

## Sicherheit
Diaspora ist ein dezentrales, verteiltes System und soll dadurch sicheren, kontrollierten und einfachen Austausch von Daten im Internet ermöglichen, weil jeder Nutzer selbst einen Server betreiben und die Software auf diesem Server vollständig kontrollieren kann. Dadurch, dass jedoch die wenigsten Nutzer ihren Server selbst betreiben, ergibt sich das Problem, dass Angreifer eigene, umprogrammierte Server ins Netzwerk eingliedern können, welche die Daten, die Nutzer jenes Servers teilen oder mitgeteilt bekommen, missbrauchen.

## Weitere Entwicklung
Diaspora soll mithilfe von Add-ons modular aufgebaut werden, um jede denkbare Art von Kommunikation zwischen den Benutzern zu ermöglichen. Außerdem sollen Plug-ins möglich sein, die den Funktionsumfang erweitern. Die Entwickler planen auch, einen kostenpflichtigen Webhosting-Dienst für Diaspora-Pods anzubieten.
Für Android-Smartphones stehen mehrere Apps zur Verfügung.

## Kritik
Im Februar 2012 kritisierte das Computermagazin c’t, das ursprüngliche Versprechen, ein Peer-to-Peer-Netzwerk zu bieten, sei bisher von Diaspora nicht eingelöst worden, weil die Installation für den eigenen PC oder für den eigenen Webhoster für die meisten Anwender zu umfangreich und zu kompliziert seien. Auf einem Linux- oder Mac-OS-X-Server müssten Ruby, SQLite3, OpenSSL, cURL, ImageMagick, Git und Redis eingerichtet werden, bevor man Diaspora installieren könne. Deshalb seien die meisten Benutzer von Diaspora weiterhin darauf angewiesen, dass der Pod, der ihren Account führt, mit ihren Daten vertrauensvoll umgeht. Die Alternative friendica sei in Bezug auf einfache Installation schon weiter als Diaspora.